# Schönau an der Triesting
Schönau an der Triesting ist eine Gemeinde mit 2141 Einwohnern (Stand 1. Jänner 2025) im Bezirk Baden in Niederösterreich.

## Geografie
Schönau an der Triesting liegt im Industrieviertel in Niederösterreich in der Ebene des südlichen Wiener Beckens. Das Gemeindegebiet wird von der Triesting durchflossen. Die Fläche der Gemeinde umfasst 8,03 Quadratkilometer. 9,75 Prozent der Fläche sind bewaldet.

### Gemeindegliederung
Das Gemeindegebiet umfasst folgende drei Ortschaften (in Klammern Einwohnerzahl Stand 1. Jänner 2025):
- Dornau (17)
- Schönau an der Triesting (1481)
- Siebenhaus (643)

Die Gemeinde besteht aus den Katastralgemeinden Dornau und Schönau an der Triesting.
Ein kleiner Teil der Ortschaft Blumau, deren Hauptteil in Blumau-Neurißhof liegt, ragt in Schönauer Gemeindegebiet hinein, hier befindet sich die ehemalige Schule mit der ehemaligen Kirche und der Kindergarten.

### Nachbargemeinden
|             | Kottingbrunn                                | Günselsdorf      |
| Leobersdorf | Kompassrose, die auf Nachbargemeinden zeigt | Blumau-Neurißhof |
|             | Sollenau                                    | Pottendorf       |

## Geschichte

Schönau an der Triesting um 1873 (Aufnahmeblätter der Landesaufnahme)
Schönau (links unten) und nördliche Umgebung
Schönau (links oben) liegt im Norden des „K.K. Artillerie Schiessplatzes“ am Steinfeld

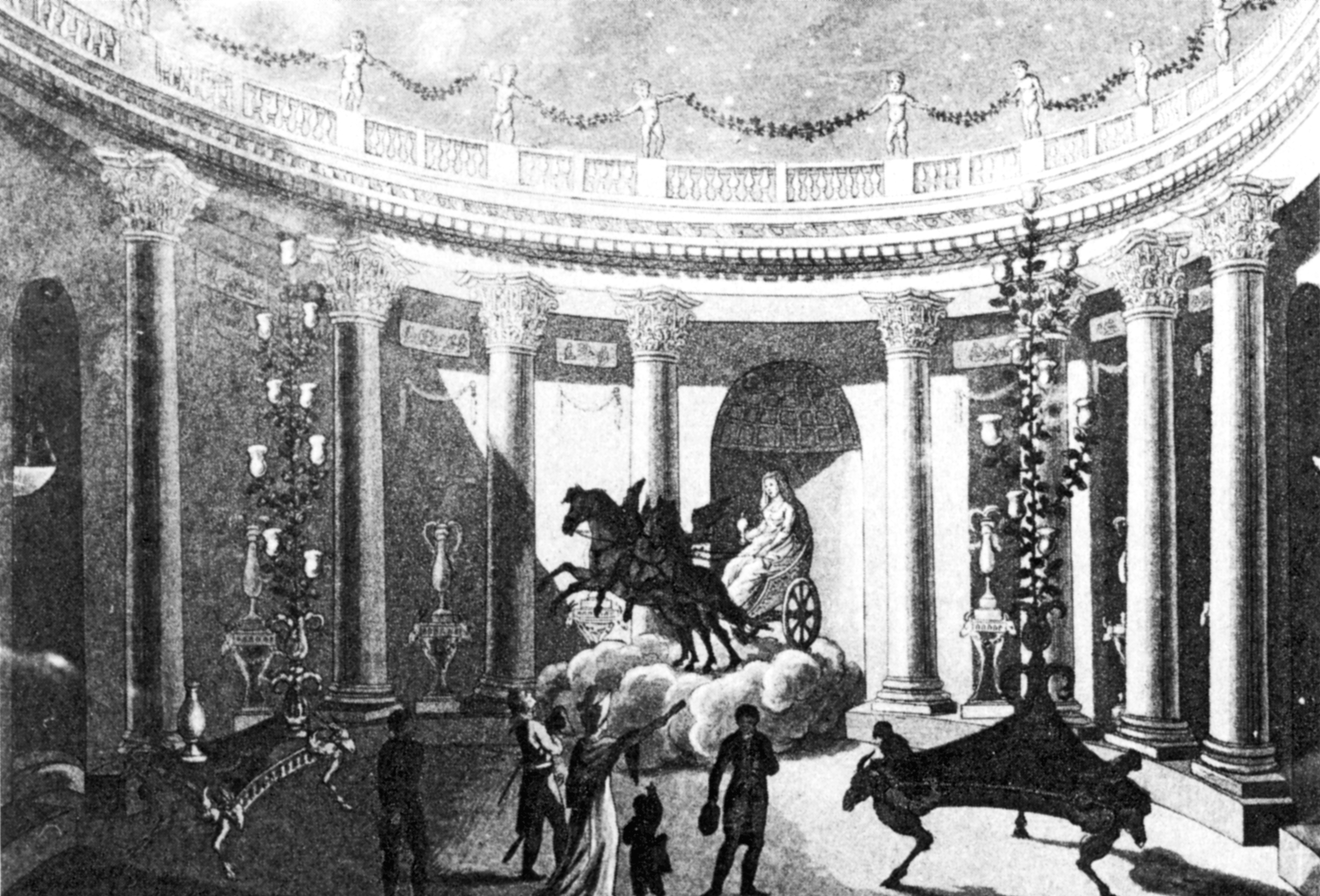
Tempel der Nacht (19. Jahrhundert)

Im Altertum war das Gebiet Teil der Provinz Pannonia.
Schönau wurde 1179 erstmals urkundlich erwähnt. Der Kern der Straßensiedlung befindet sich in der Braungasse. Eine (römisch-katholische) Pfarre ist 1441 dokumentiert; später wurde der Ort zu einer Filiale von Sollenau, ehe er 1908 erneut selbständige Pfarre wurde. Die heutige Pfarrkirche hl. Andreas wurde 1671–1675 an Stelle einer älteren, dem hl. Josef geweihten Kapelle errichtet.
Im Jahr 1811/12 gründete Peter von Braun eine Spinnerei, die 1823 an die Familie Pacher von Theinburg veräußert wurde (jetzt: Lohmann & Rauscher). Die alten Spinnereigebäude wurden 1939 abgerissen.
Von 1880 bis 1894 war Johann Strauss (Sohn) Eigentümer der später so genannten Villa Leuzendorf.
Ende des 19. und Anfang des 20. Jahrhunderts fanden Erweiterungen des Ortes statt.

### Einwohnerentwicklung
| Schönau an der Triesting: Einwohnerzahlen von 1869 bis 2025 | Schönau an der Triesting: Einwohnerzahlen von 1869 bis 2025 | Schönau an der Triesting: Einwohnerzahlen von 1869 bis 2025 | Schönau an der Triesting: Einwohnerzahlen von 1869 bis 2025 | Schönau an der Triesting: Einwohnerzahlen von 1869 bis 2025 |
| ----------------------------------------------------------- | ----------------------------------------------------------- | ----------------------------------------------------------- | ----------------------------------------------------------- | ----------------------------------------------------------- |
| Jahr                                                        |                                                             |                                                             |                                                             | Einwohner                                                   |
| 1869                                                        | 1869                                                        |                                                             | 919                                                         | 919                                                         |
| 1880                                                        | 1880                                                        |                                                             | 1.095                                                       | 1.095                                                       |
| 1890                                                        | 1890                                                        |                                                             | 1.162                                                       | 1.162                                                       |
| 1900                                                        | 1900                                                        |                                                             | 1.374                                                       | 1.374                                                       |
| 1910                                                        | 1910                                                        |                                                             | 1.409                                                       | 1.409                                                       |
| 1923                                                        | 1923                                                        |                                                             | 1.496                                                       | 1.496                                                       |
| 1934                                                        | 1934                                                        |                                                             | 1.285                                                       | 1.285                                                       |
| 1939                                                        | 1939                                                        |                                                             | 1.279                                                       | 1.279                                                       |
| 1951                                                        | 1951                                                        |                                                             | 1.247                                                       | 1.247                                                       |
| 1961                                                        | 1961                                                        |                                                             | 1.158                                                       | 1.158                                                       |
| 1971                                                        | 1971                                                        |                                                             | 1.233                                                       | 1.233                                                       |
| 1981                                                        | 1981                                                        |                                                             | 1.289                                                       | 1.289                                                       |
| 1991                                                        | 1991                                                        |                                                             | 1.502                                                       | 1.502                                                       |
| 2001                                                        | 2001                                                        |                                                             | 1.769                                                       | 1.769                                                       |
| 2011                                                        | 2011                                                        |                                                             | 2.130                                                       | 2.130                                                       |
| 2021                                                        | 2021                                                        |                                                             | 2.113                                                       | 2.113                                                       |
| 2025                                                        | 2025                                                        |                                                             | 2.141                                                       | 2.141                                                       |
| Quelle(n): Statistik Austria, Gebietsstand 1.1.2021         |                                                             |                                                             |                                                             |                                                             |

## Kultur und Sehenswürdigkeiten

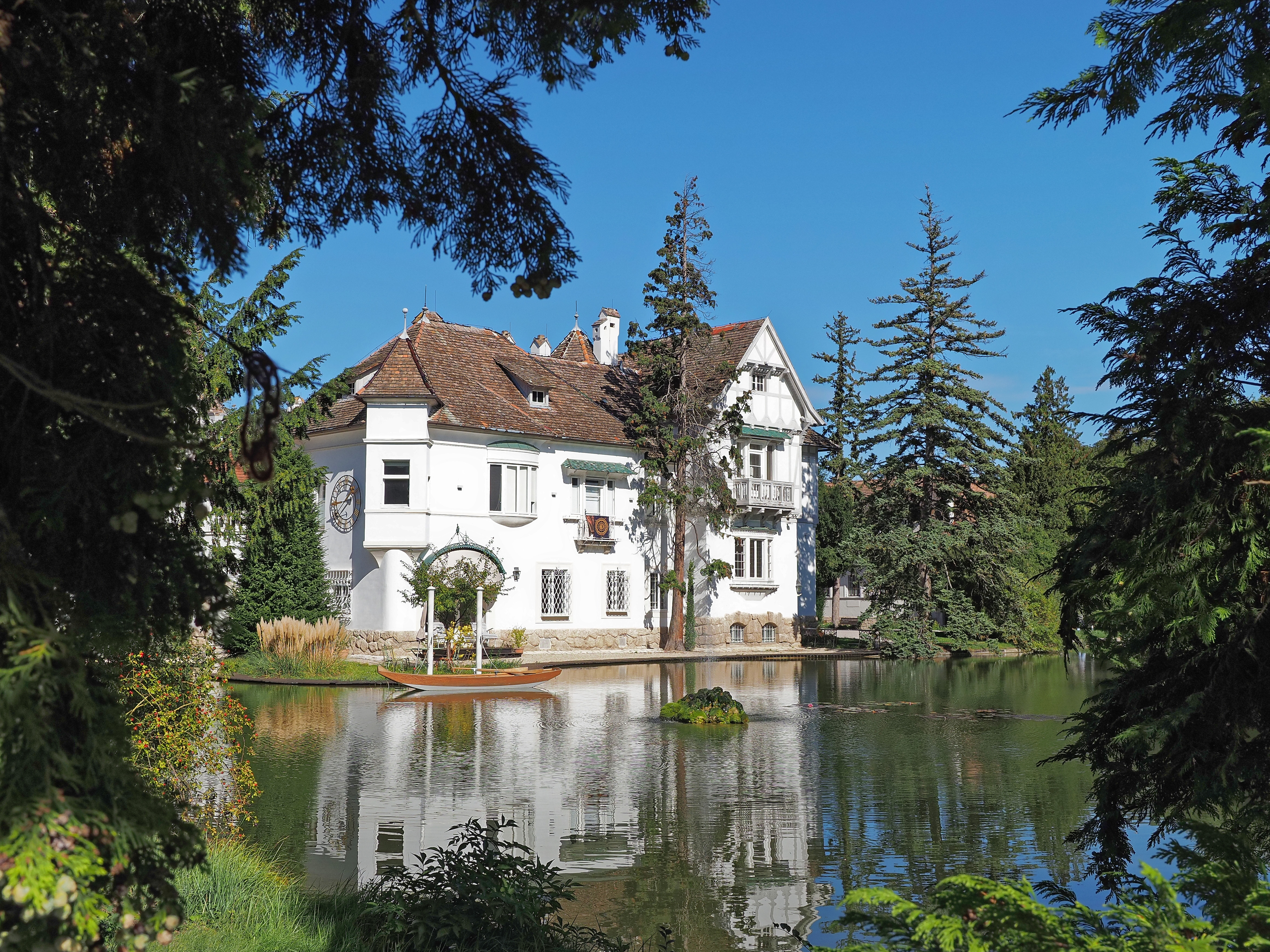
Schloss Schönau

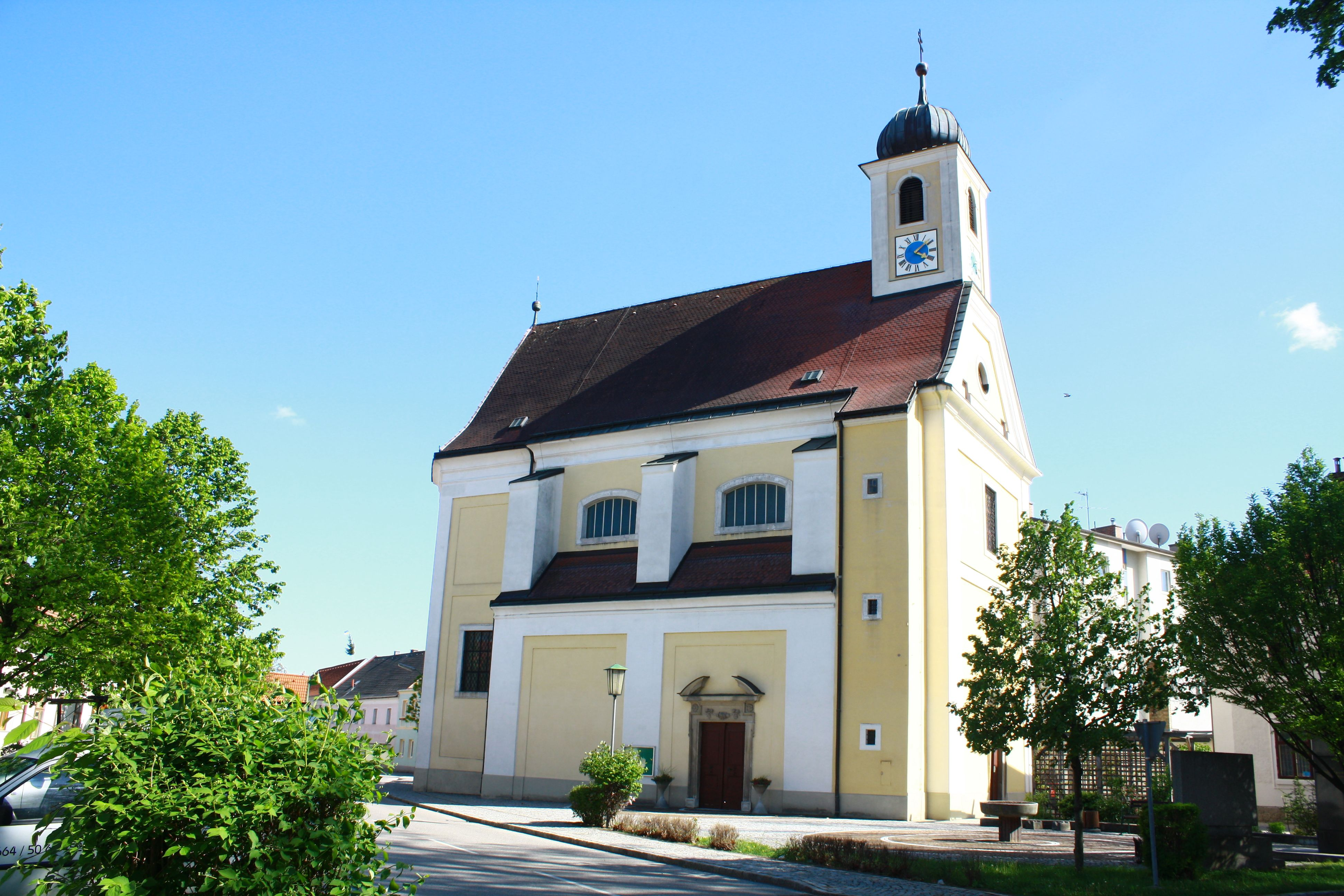
Pfarrkirche Schönau an der Triesting

- Schloss Schönau und Schlosspark Schönau mit dem Tempel der Nacht
- Katholische Pfarrkirche Schönau an der Triesting hl. Andreas
- Heimatmuseum
- Straußvilla[Anm. 1]
- Schönauer Teich[Anm. 2]

## Wirtschaft und Infrastruktur
Nichtlandwirtschaftliche Arbeitsstätten gab es im Jahr 2001 52, nach der Erhebung 1999 gab es 25 land- und forstwirtschaftliche Betriebe. Erwerbstätige am Wohnort waren nach der Volkszählung 2001 871 Personen. Die Erwerbsquote lag 2001 bei 50,19 Prozent. Im Jahresdurchschnitt 2003 gab es am Ort 23 Arbeitslose.

### Öffentliche Einrichtungen
In Schönau befinden sich drei private Kindergärten, ein Landeskindergarten und eine Volksschule.

## Politik

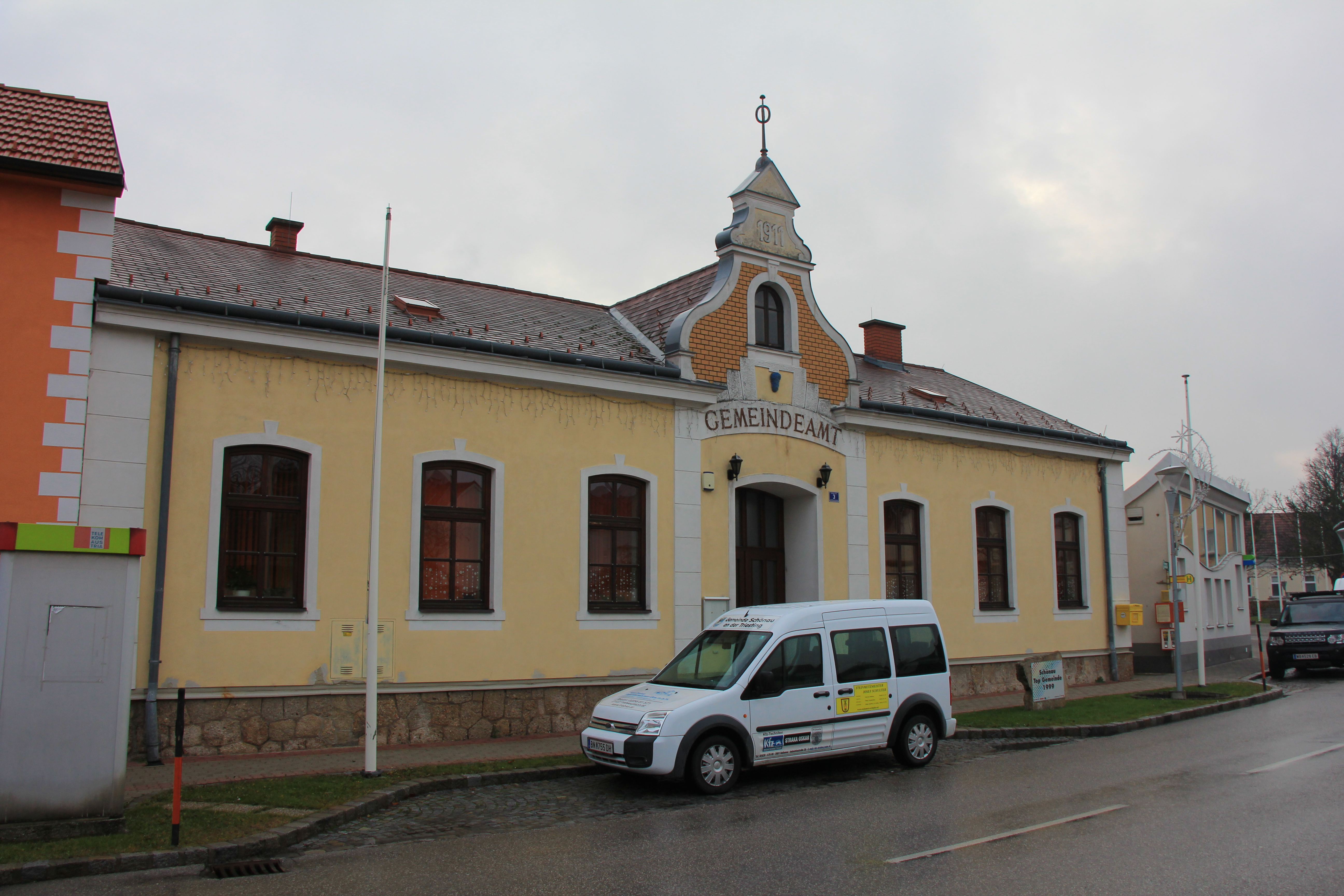
Gemeindeamt

### Gemeinderat
Der Gemeinderat hat 21 Mitglieder.
- Nach den Gemeinderatswahlen in Niederösterreich 1990 hatte der Gemeinderat folgende Verteilung: 11 SPÖ und 8 ÖVP.
- Nach den Gemeinderatswahlen in Niederösterreich 1995 hatte der Gemeinderat folgende Verteilung: 12 SPÖ und 7 ÖVP.[5]
- Nach den Gemeinderatswahlen in Niederösterreich 2000 hatte der Gemeinderat folgende Verteilung: 12 SPÖ, 6 ÖVP und 1 FPÖ.[6]
- Nach den Gemeinderatswahlen in Niederösterreich 2005 hatte der Gemeinderat folgende Verteilung: 11 SPÖ, 5 ÖVP und 3 UBL.[7]
- Nach den Gemeinderatswahlen in Niederösterreich 2010 hatte der Gemeinderat folgende Verteilung: 11 SPÖ, 7 ÖVP und 1 UBL.[8]
- Nach den Gemeinderatswahlen in Niederösterreich 2015 hatte der Gemeinderat folgende Verteilung: 12 SPÖ und 9 ÖVP.[9]
- Nach den Gemeinderatswahlen in Niederösterreich 2020 hatte der Gemeinderat folgende Verteilung: 13 SPÖ und 8 ÖVP.[10]
- Nach den Gemeinderatswahlen in Niederösterreich 2025 hat der Gemeinderat folgende Verteilung: 14 SPÖ und 7 ÖVP.[11]

### Bürgermeister
- 1991–2009 Adolf Plank (SPÖ)[12]
- seit 2009 Brigitte Lasinger (SPÖ)

### Wappen
Der Gemeinde wurde 1972 folgendes Wappen verliehen: Über einem blauen, von drei silbernen Wellenbalken durchzogenen Schildesfuß gespalten, vorn in Gold ein aus der Schildesteilung ragender halber, rotbewehrter, silbern bekrönter, schwarzer Adler, der in seinem Fange eine silberne Spindel hält, hinten in Blau eine naturfarbene zinnenbekrönte Mauer, über die drei goldene Ähren emporragen.

### Gemeindepartnerschaften
- Fluorn-Winzeln, Deutschland

## Persönlichkeiten

### Söhne und Töchter der Gemeinde
- Hans Wolfsbauer-Schönau (1925–2005), Architekt, Maler und Grafiker

### In der Gemeinde Verewigte
- Karl Jukel (1865–1931), Gastwirt, Gutsverwalter und Politiker
- Alwil Pacher von Theinburg (1840–1904), Ehrenbürger von Schönau und Sollenau

## Literatur

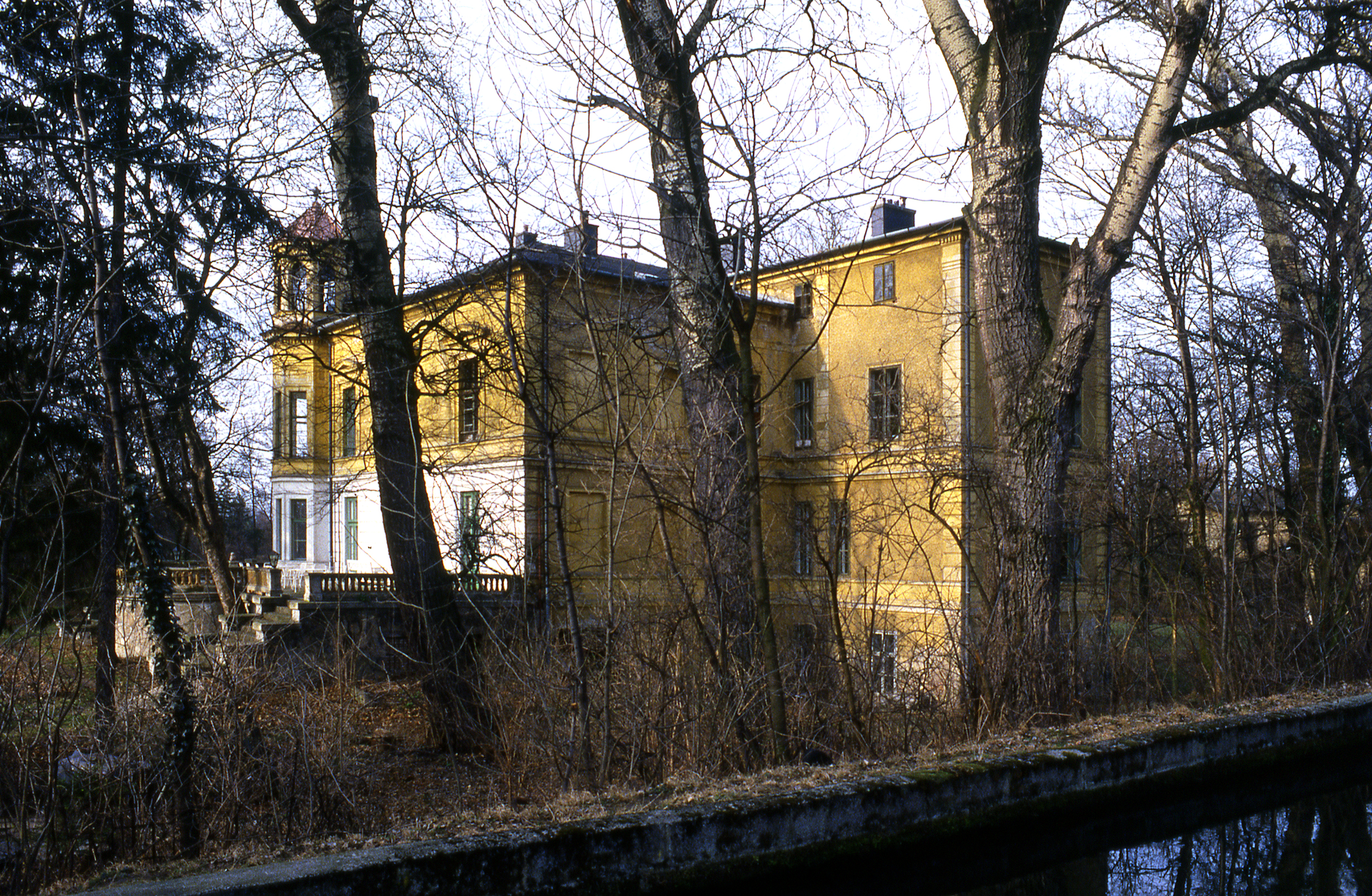
Strauß(-Leuzendorf)-Villa, um 1979 von jenseits des ehemaligen Werkskanals der Baumwollspinnerei gesehen
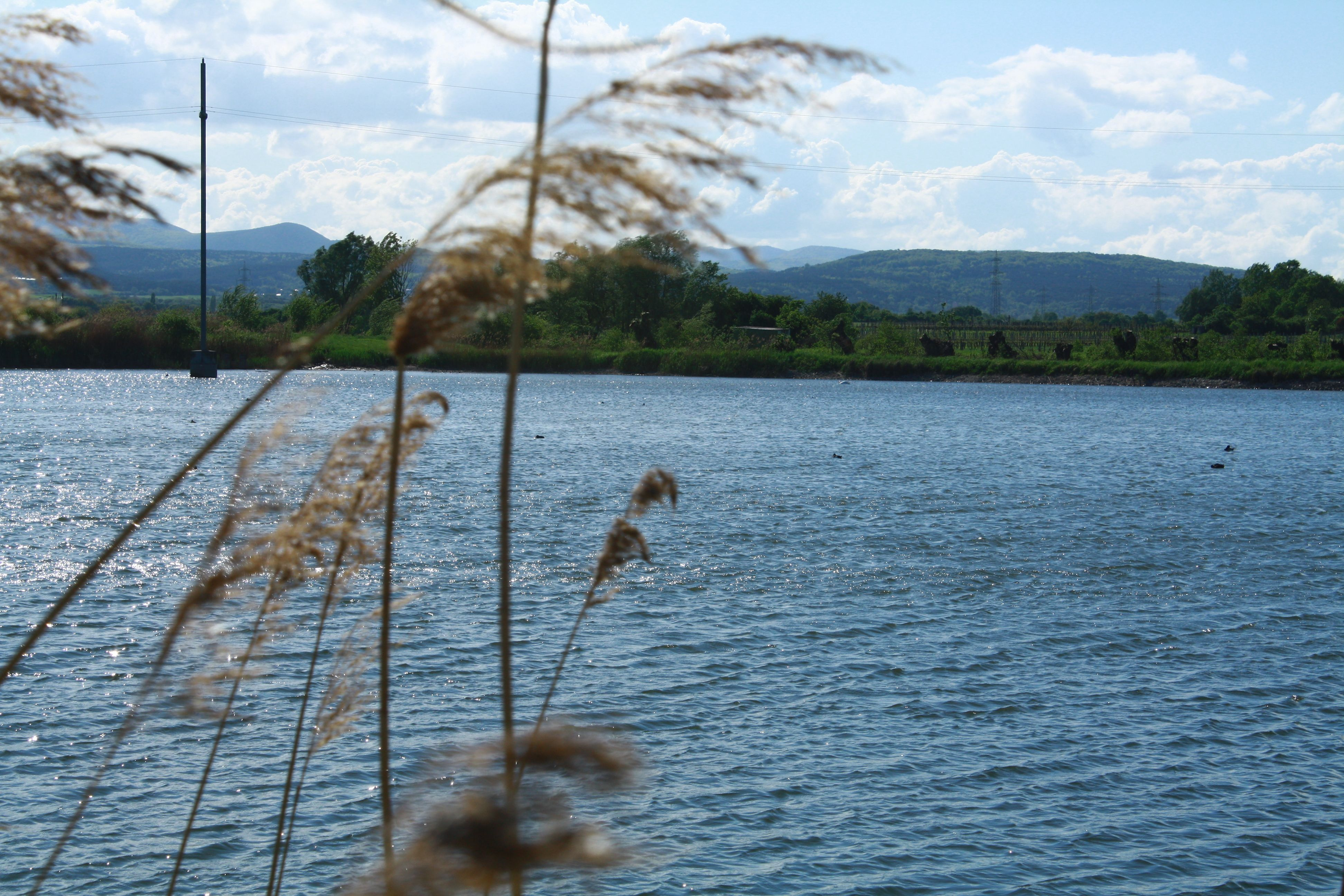
Blick von der Wiener Neustädter Straße (B17) über den Schönauer Teich westwärts Richtung Enzesfeld-Lindabrunn.